# Iolaus marmoreus
Iolaus marmoreus är en fjärilsart som beskrevs av Butler 1866. Iolaus marmoreus ingår i släktet Iolaus och familjen juvelvingar. Inga underarter finns listade i Catalogue of Life.